# Rencontres musicales de Nedde
Les Rencontres musicales de Nedde sont un festival de musique traditionnelle, qui a lieu chaque année de 2001 à 2019, le troisième week-end de septembre, à Nedde, près d'Eymoutiers (Haute-Vienne), et dans des communes alentour (La Villedieu, Rempnat, Faux-la-Montagne, Beaumont-du-Lac en général).
Les rencontres se déroulent autour de trois principaux thèmes : la musique traditionnelle du Limousin et d'autres régions, la gastronomie locale, et les randonnées. Des stages et des conférences ont également lieu ponctuellement. Le festival constitue aussi un moyen de mettre en lumière les initiatives sociales et économiques de l'ouest du plateau de Millevaches. 
Le festival est organisé par une association dont l'existence perdure au-delà de l'arrêt des Rencontres, et qui continue de programmer des événements musicaux plus ponctuels.

## Historique
L'origine du festival naît dans des rencontres de danseurs traditionnels organisées par Paul Gerbaud, habitant de Nedde, en 1990, dans l'élan du renouveau folk français initié dès les années 1970. Les premières Rencontres se sont tenues en septembre 2001, à l'initiative de deux associations de musiciens traditionnels de Haute-Vienne, Ran Tan Plan et Roule... et ferme derrière, soutenues par le Centre régional des musiques traditionnelles en Limousin,,.
De 2001 à 2012, le festival se présente de telle manière :
une veillée (concert d'un artiste seul) le vendredi soir, à Faux-la-Montagne ;
deux randonnées le samedi, ponctuées d'un repas dans un village à midi ;
un repas, puis un concert-bal le samedi soir, à Nedde ;
une randonnée le dimanche matin ;
un repas sous chapiteau, suivi d'un bal le dimanche après-midi à Rempnat.
D'autres communes sont ponctuellement associées, en accueillant un déjeuner ou une étape de randonnée par exemple. À compter de 2013, les rencontres se tiennent sur une seule journée, alternant les localités chaque année (Nedde en 2013, 2016 et 2019, Faux-la-Montagne en 2014 et 2017, Rempnat en 2015, Eymoutiers en 2018).

Communes participantes
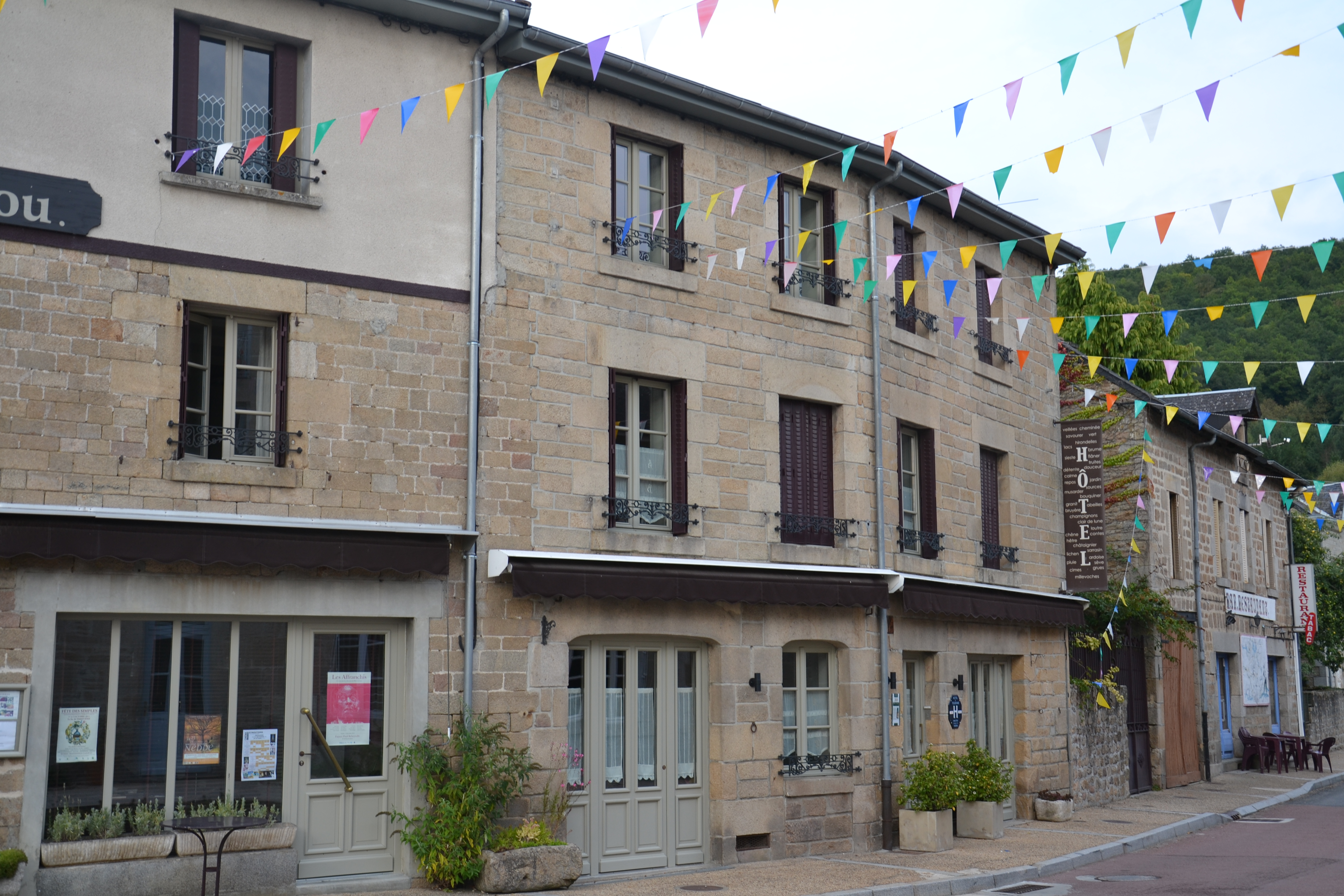
Nedde (Haute-Vienne)
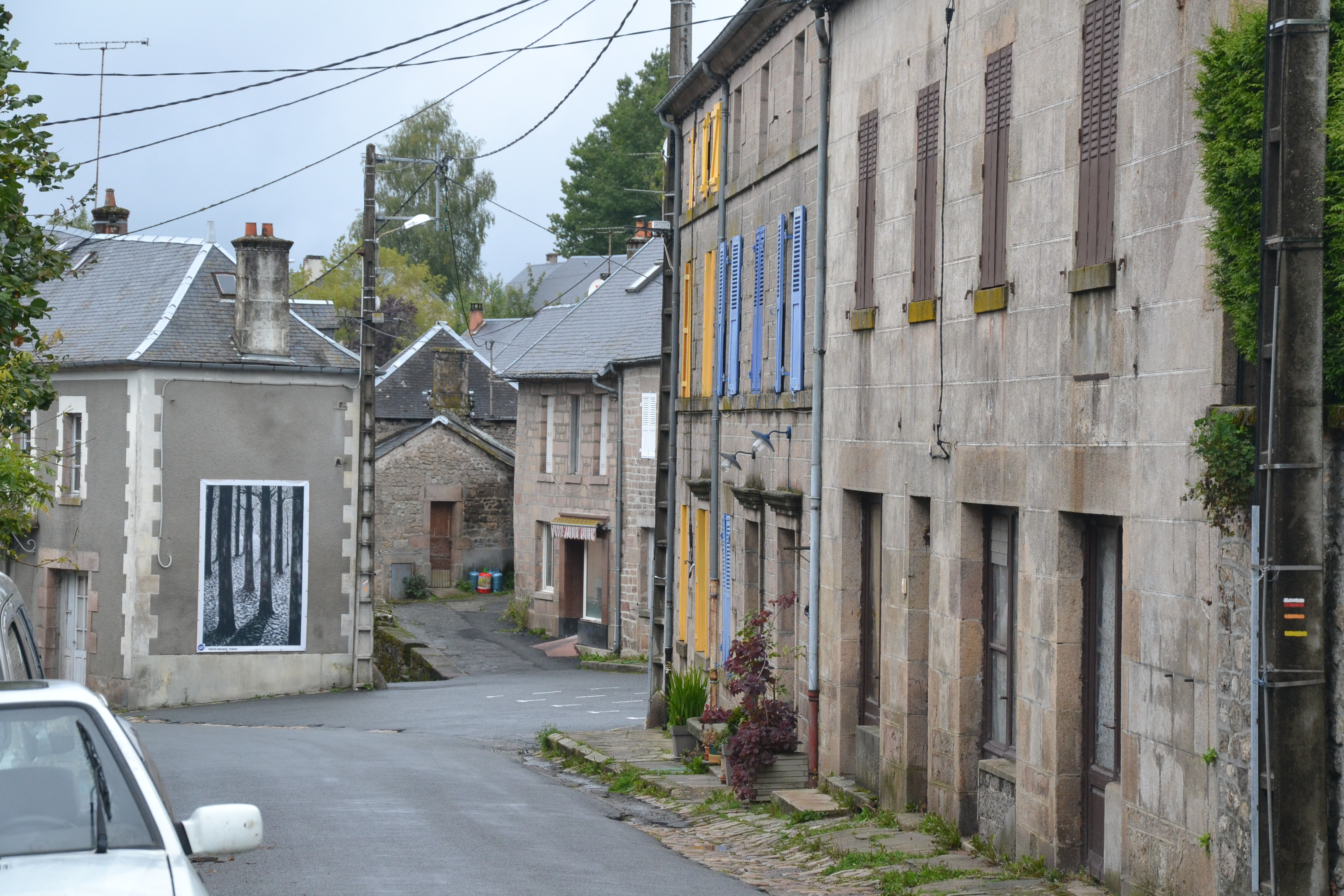
Faux-la-Montagne (Creuse)
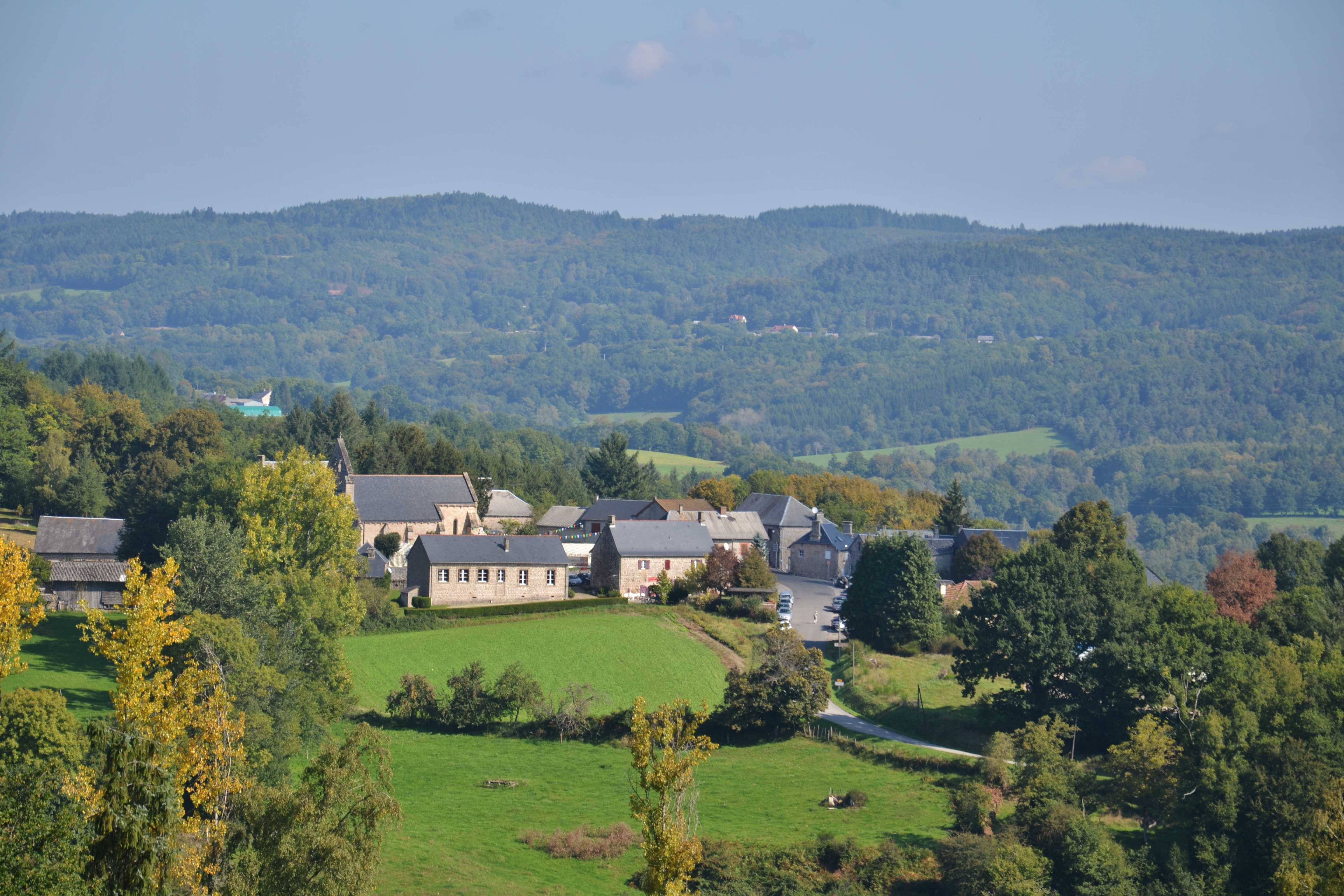
Rempnat (Haute-Vienne)
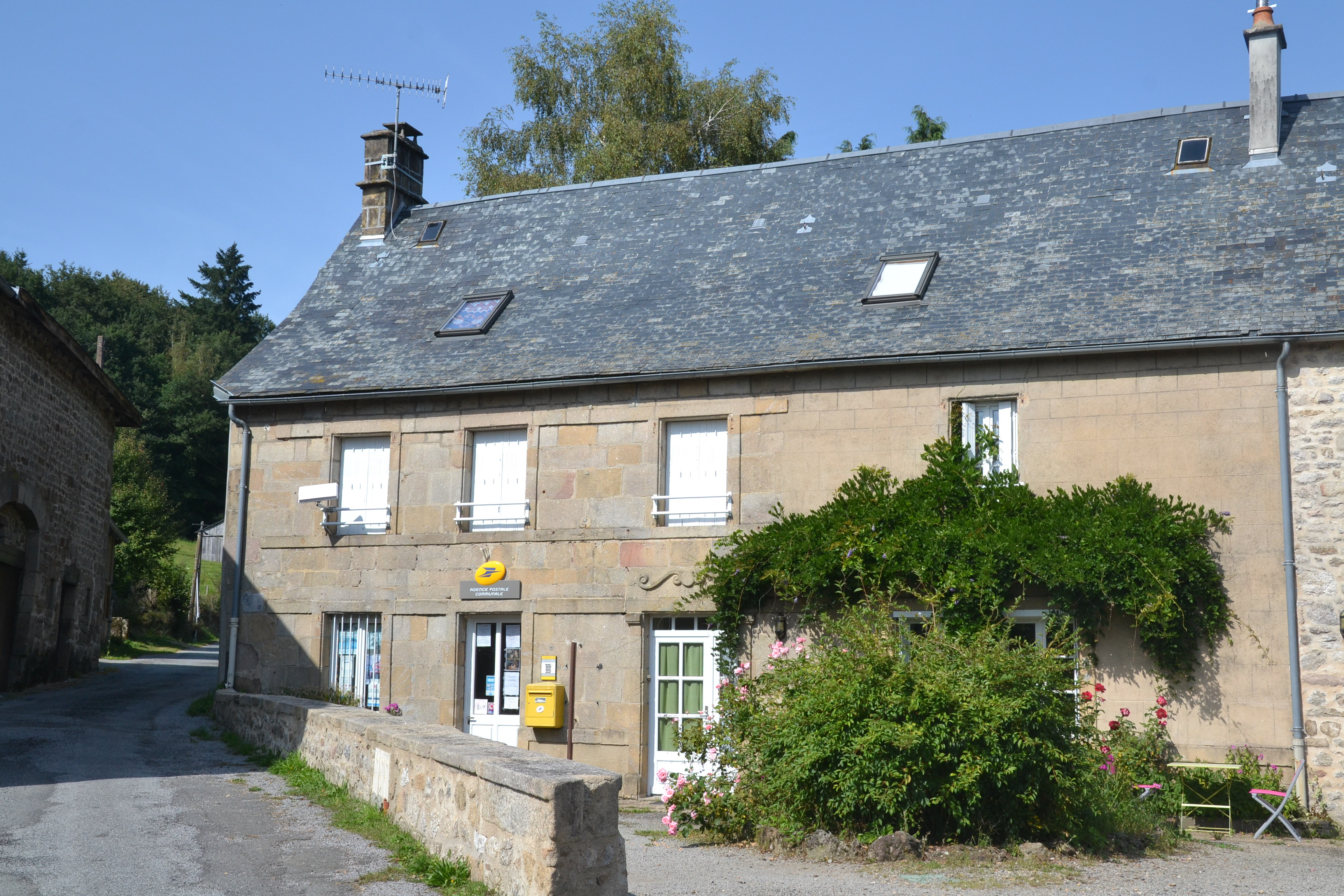
La Villedieu (Creuse)
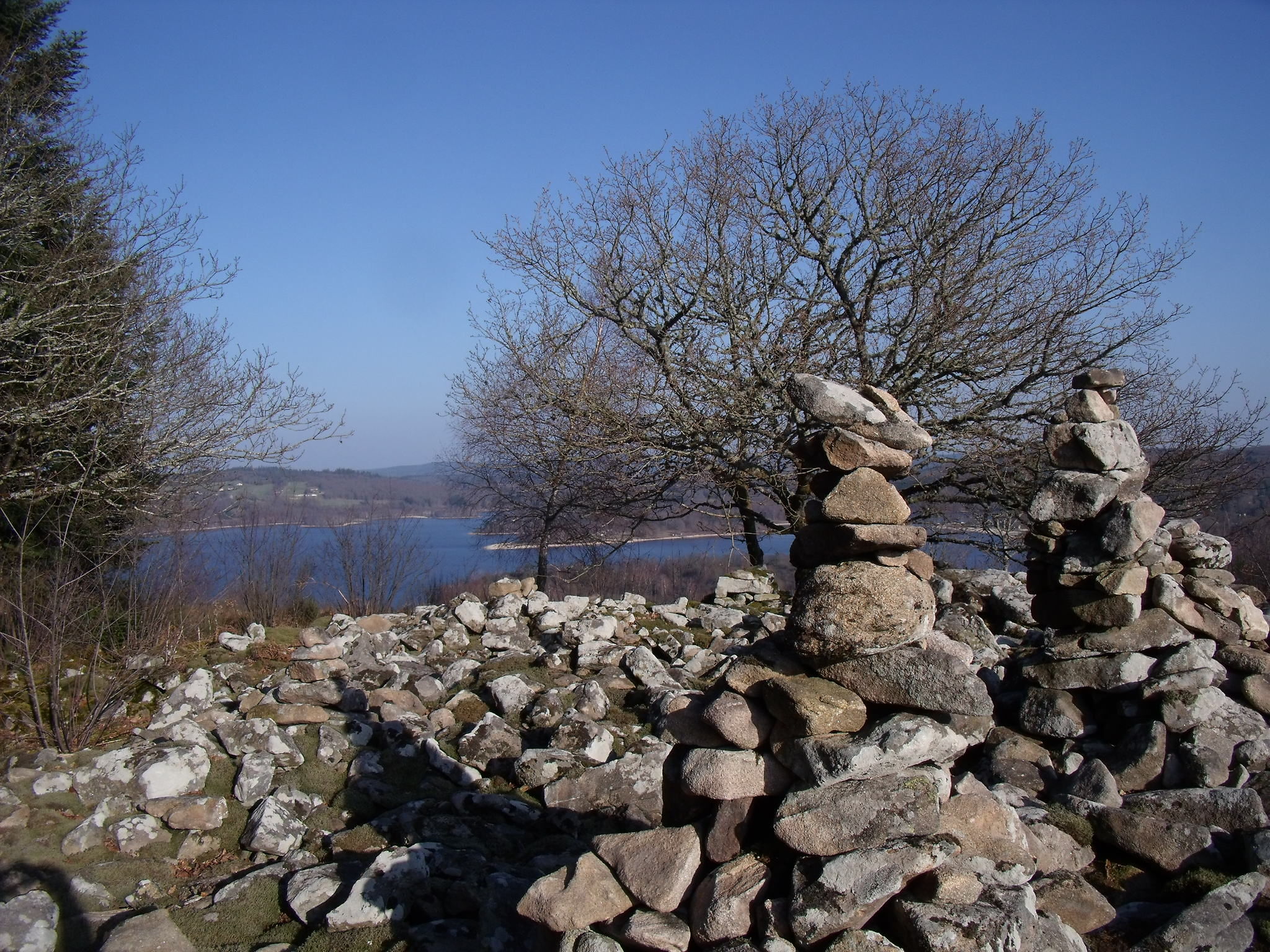
Beaumont-du-Lac (Haute-Vienne)
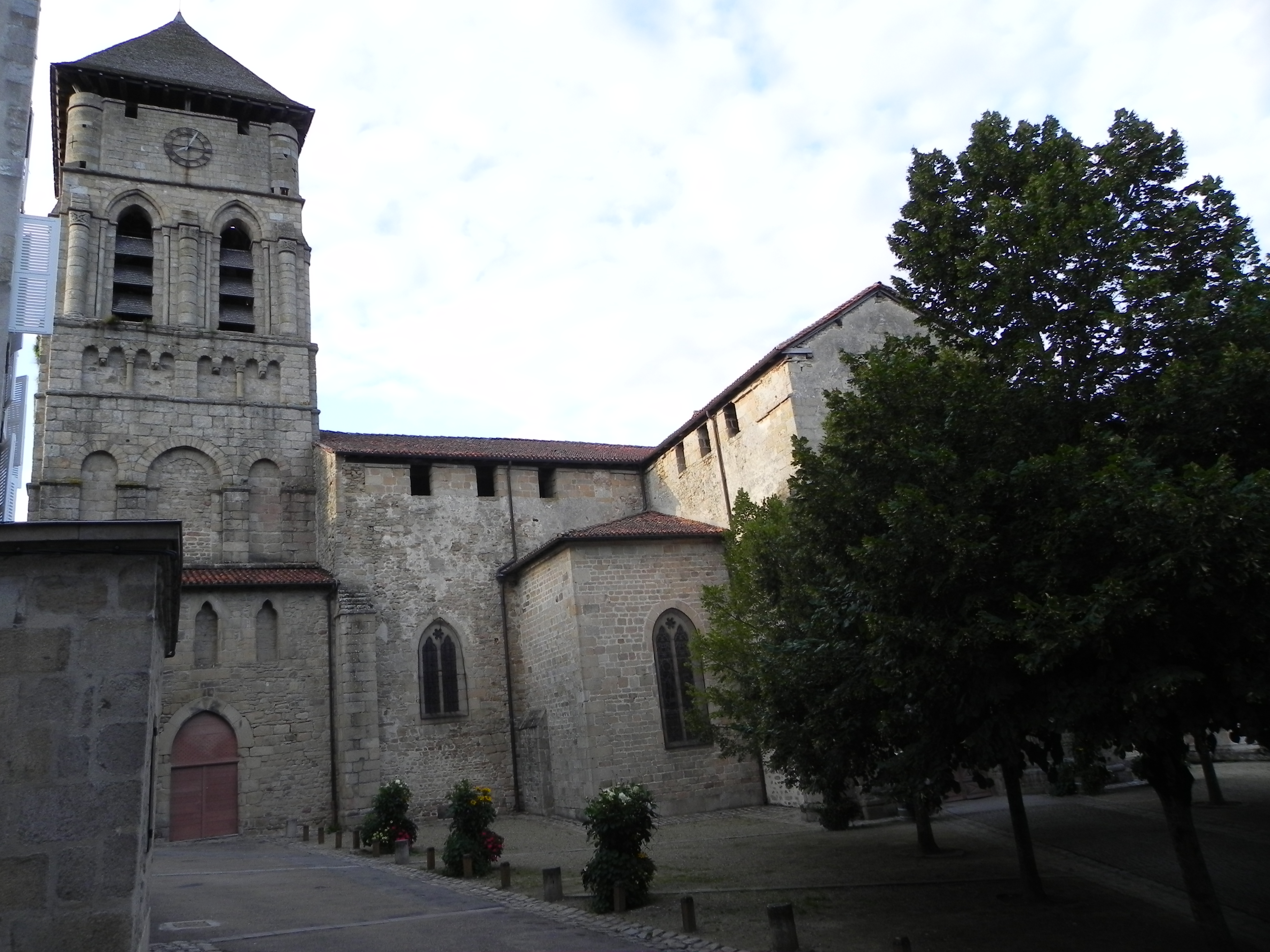
Eymoutiers (Haute-Vienne)

L'association organisatrice programme également des concerts ponctuels dans l'année, pouvant s'écarter du champ originel des musiques traditionnelles (Entre 2 caisses, Têtes de Chien, trio Lagrange-Rutkowski-O Duinnchinn, Dominique Meunier...).
La dernière édition du festival se tient en septembre 2019, mais l'association organisatrice continue de proposer des événements musicaux ponctuels.

## Programmation

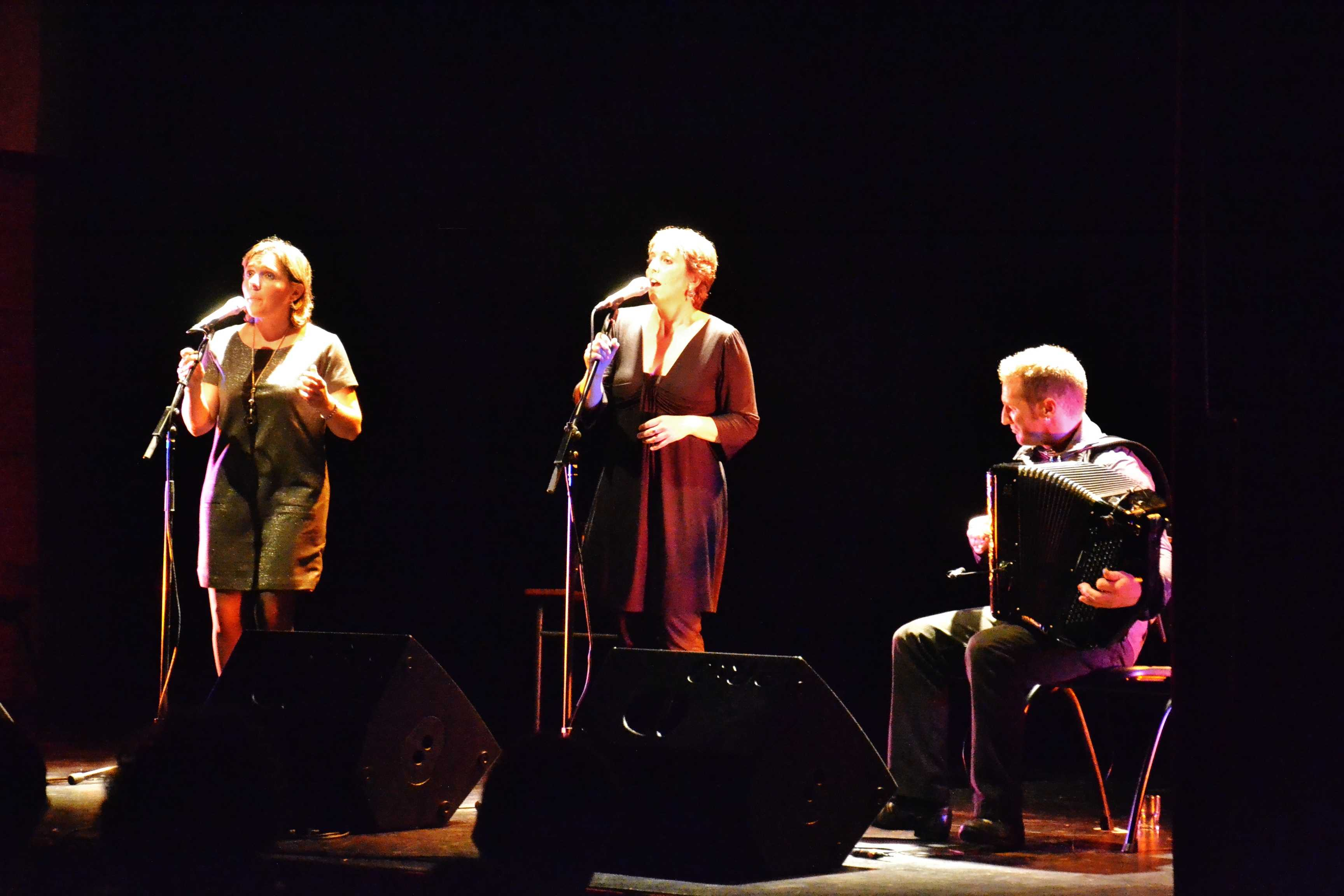
Nolùen Le Buhé, Annie Ebrel et Régis Huiban en concert à Eymoutiers en 2012
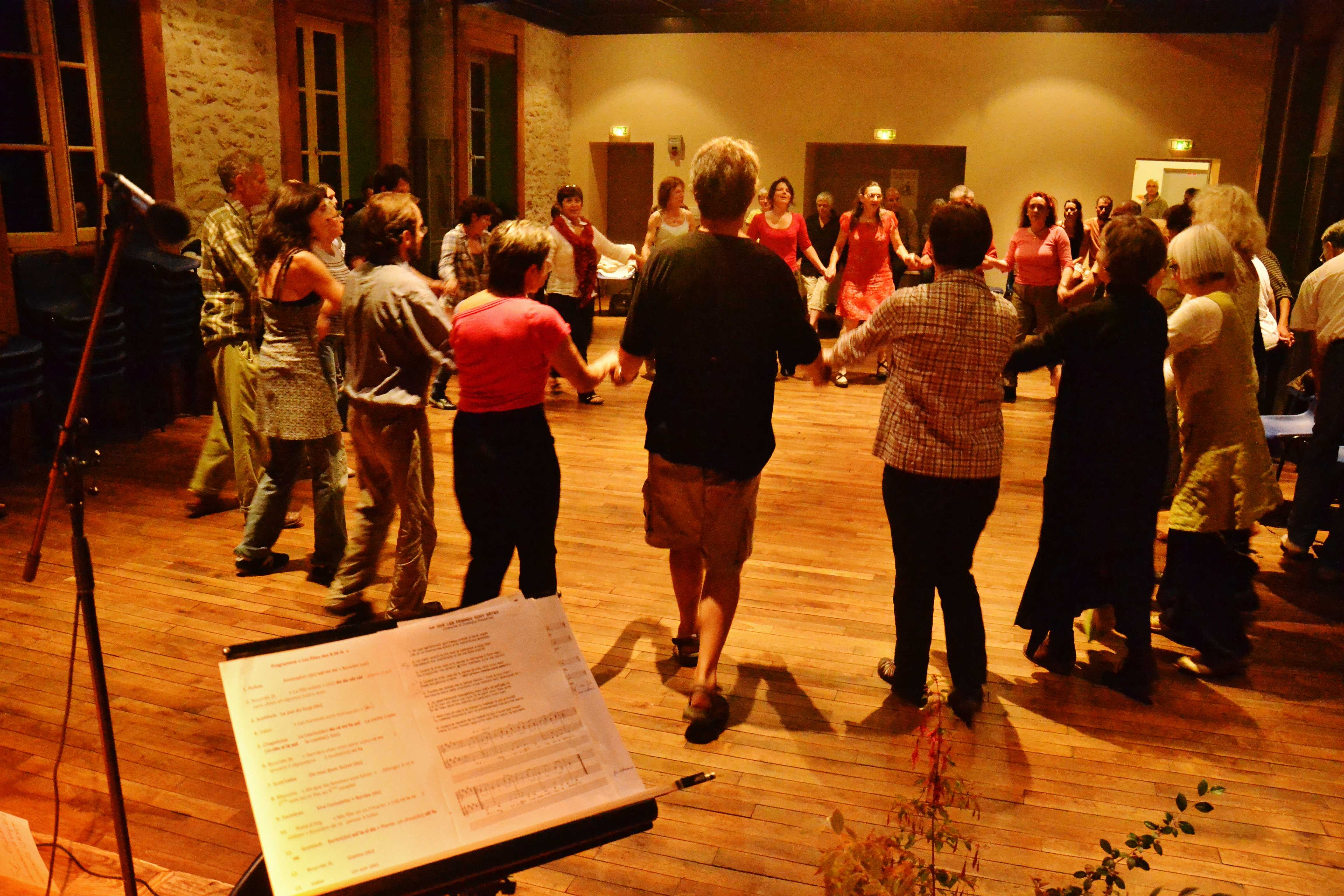
Bal à Faux en 2012
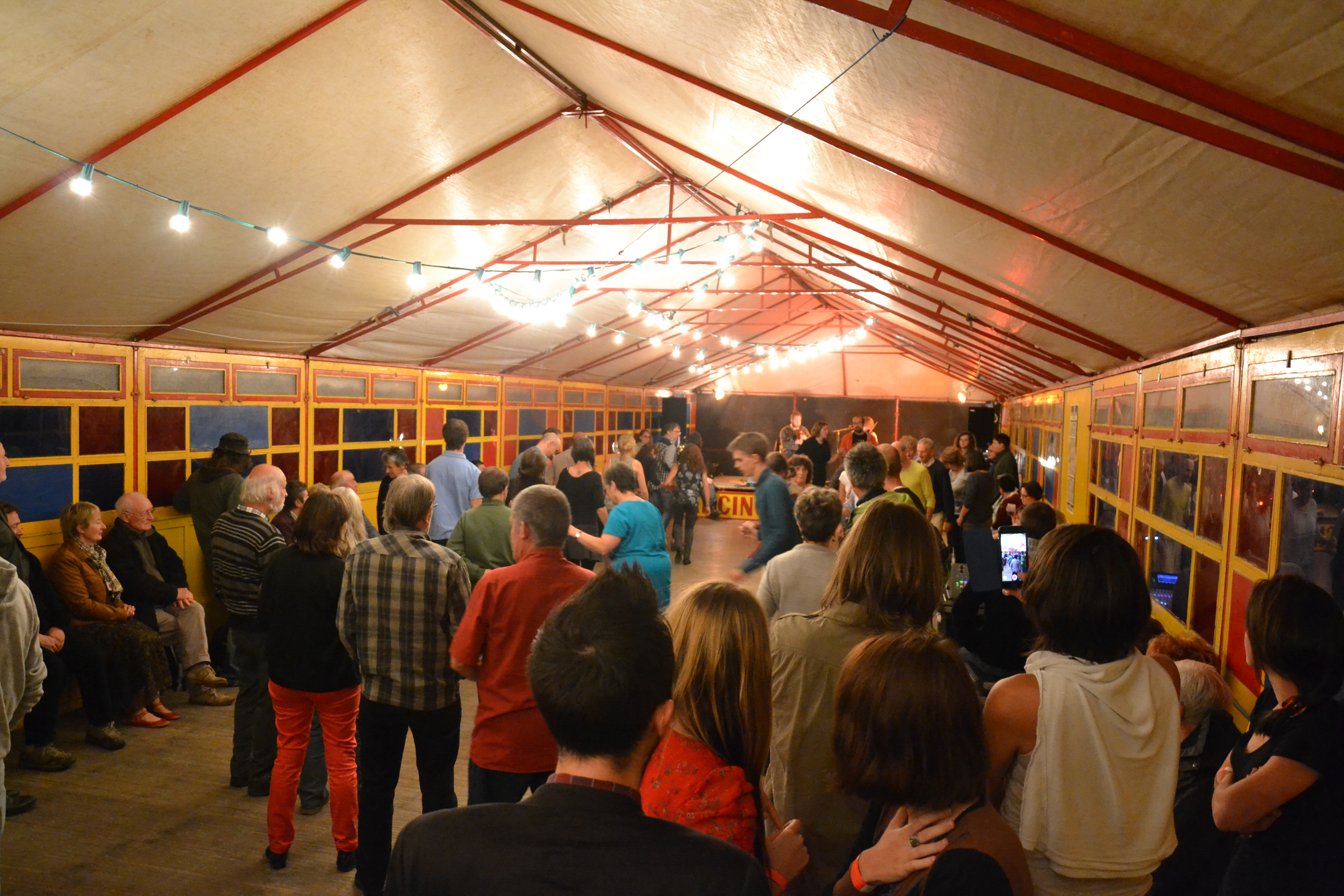
Bal à Rempnat en 2015

### Festival (2001-2019)
- 2001 :

Ténarèze (Marc Anthony, Christian Lanau, Bernard Subert, Alain Cadeillan) (Sud-Ouest)
- 2002 :

Les Costauds de la Lune (Michel Esbelin, Didier Pauvert, Patrick Désaunay) (Auvergne)
- 2003 :

Michel Macias (France)
- 2004 :

Jean-Jacques Le Creurer (Limousin)
La Kinkerne (Alpes)
Les Dalton (Limousin)
- 2005 :

Frédéric Paris (Bourbonnais)
La Chavannée (Bourbonnais)
Les Dalton (Limousin)
Trio Péré-Aupy-Monnet (Limousin)
- 2006 :

Jean-Marc Delaunay (Limousin)
Création Gestes (Jean-Michel Ponty, Christian Pacher, Philippe Destrem, Antoine Merle) (Poitou et Limousin)
Les Dalton (Limousin)
Trio Michel (Bourbonnais)
- 2007 :

Siyka Chaulet-Katzeva (Bulgarie)
Les Ours du Scorff (Bretagne)
Gratte et Boutons (Limousin)
- 2008 :

Jean-François « Maxou » Heintzen (Bourbonnais)
Yannick Jaulin et « Les petits doigts qui touchent » (Gérard Baraton et Philippe Souché) (Poitou et Vendée)
Bernat Combi (Limousin)
Bouge ton trad (Christophe Bonnaud, Bertrand Bonnaud et Olivier Roussellet) (Limousin)
- 2009 :

Joan Francés Tisnèr (Béarn)
Riccardo Tesi (it) et Maurizio Geri (it) (Italie)
Appellation Limousine Contrôlée (Pauline Rivaud, Anne Rivaud, Magali Urroz, Alexandra Lacouchie) (Limousin)
- 2010 :

Michel Esbelin (Auvergne)
Arbadétorne (Maxime Chevrier, Jean-François Rambaud, Emmanuel Vrignaud, Michaël Auger, Hugues Mornet, Olivier Fortin) (Vendée)
Duo Artense (Hervé Capel et Basile Brémaud) (Auvergne)
Rouscaille et compagnie (Limousin)
- 2011 :

Mic Baudimant (Berry)
Evelyne Girardon, Soïg Sibéril et Gilles Chabenat (France)
Olivier Peirat, Jean-Marc Delaunay et Ricet Gallet (Limousin et Auvergne)
Remonte ton folk (Laurent Aupy et Didier Chauvet) (Limousin)
- 2012 :

Marif Coffineau (Poitou et Vendée)
Les filles des RMN (Limousin)
Nolùen Le Buhé, Annie Ebrel et Régis Huiban (Bretagne)
Anne Rivaud et Alexandra Lacouchie (Limousin)
Duovergne (Pascale Verdeaux et Isabelle Kerneis) (Auvergne)
- 2013 :

Ciac Boum (Robert Thébaut, Christian Pacher, Julien Padovani) (Poitou)
- 2014 :

Tres (Marianne Evezard, Basile Brémaud, Hervé Capel, Jérôme Liogier Elsener) (Massif central)
- 2015 :

Arnaud Bibonne-Camille Raibaud (Aquitaine)
Duo Face à phasmes (Berry)
Le Plancher tremble (Limousin)
- 2016 :

Julien Barbances (Centre de la France)
Duo La Forcelle (Gascogne)
Le Plancher tremble (Limousin)
- 2017 :

Jac Lavergne (Auvergne et Limousin)
Trio Nòu (Benoit Roblin, Gilles de Becdelièvre et Arnaud Bibonne) (Aquitaine et Poitou)
Le Plancher tremble (Limousin)
- 2018 :

Avant-première du film Le Grand Bal, de Laetitia Carton
Les Violons de Nedde (Limousin)
Trio Lacouchie-Seli-Rivaud (Limousin)
Maxime Chevrier (Vendée)
Gravenoire (Auvergne)
Le Plancher tremble (Limousin)
- 2019 :

Los Cinc Jaus (Velay)
Adar (Landes, Pays basque)
Le Plancher tremble (Limousin)

### Rencontres ponctuelles
- 2016 :

Rivière du Loup (Québec)
Arzian (musique ancienne)
- 2017 :

Dominique Meunier (Limousin)
Duo Merline (Europe)
Les Violons de Nedde (Limousin)
- 2019 :

Daniela Heiderich et Gilles Chabenat
- 2020 :

Gilles Debecdelièvre (Périgord)
Dirty Cap's (Victor Dreyfus, Clément Rousse, Mickaël Vidal)(Landes, Bigorre, Quercy)
- 2021 :

Otxo (Pays basque, Gascogne)
- 2022 :

Camille Jagueneau et Benoît Roblin
Bargainatt (Camille Stimbre, Youmi Bazoge, Noé Bazoge, Léon Ollivier)
- 2023 :

Farem Tot Petar (Limousin)
Lucas Thébaut (Poitou), Rue Pascale
- 2024 :

Salvatjonas (Aelis Loddo, Laurie Alias) (Languedoc)
Clément Rousse (Gascogne)
Traucanèu (Anne-Lise Foy, Camille Raibaud, Tiennet Simonnin) (Auvergne)
- 2025 :

InCòrdus (Europe méridionale)
Et nous serons debout : Marie Laure Fraysse (Limousin)
Duo Seli-Desthiange (Limousin)
Duo des Cîmes (Gascogne)

## Valorisation du patrimoine local

Animations de découverte du patrimoine local
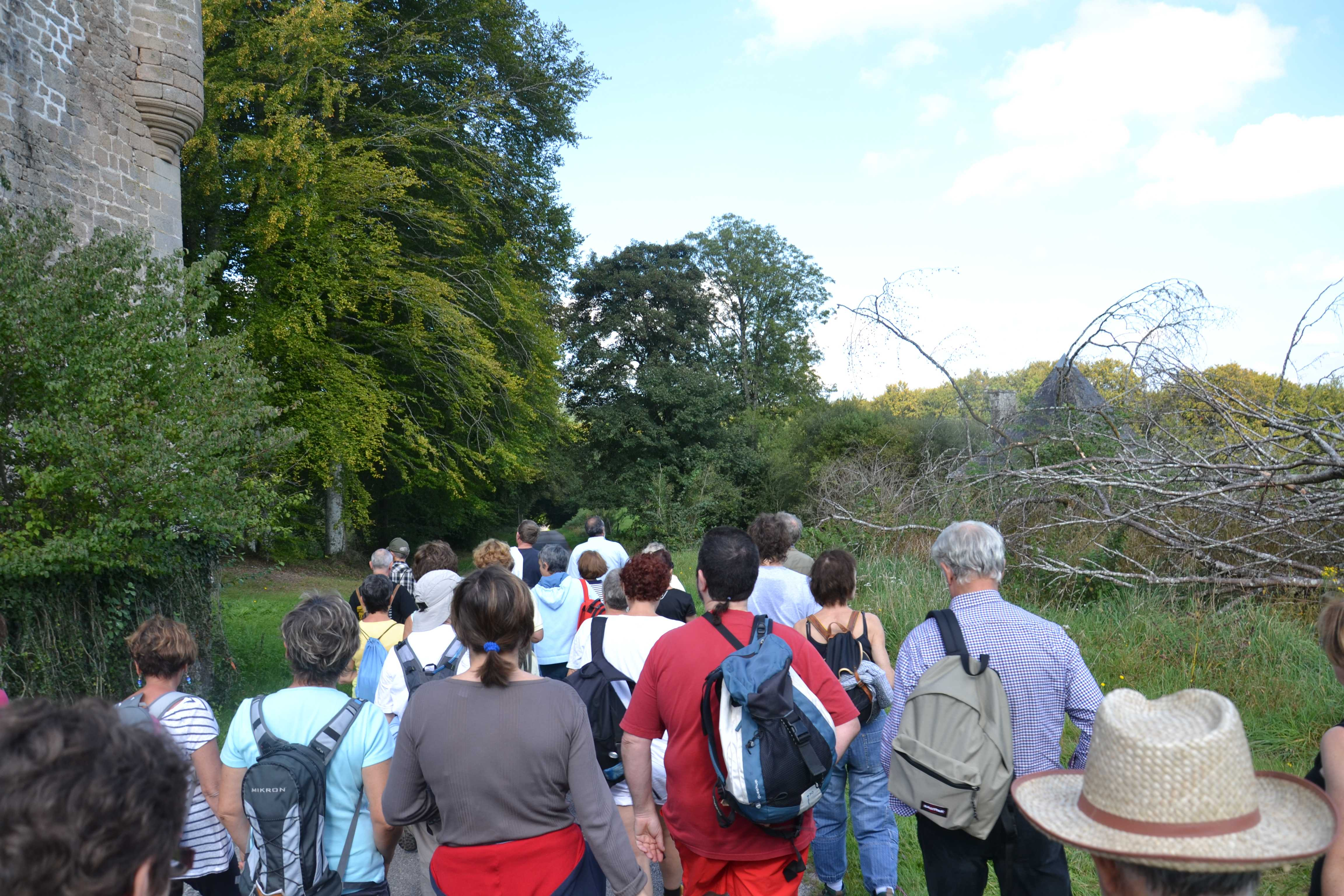
Randonnée
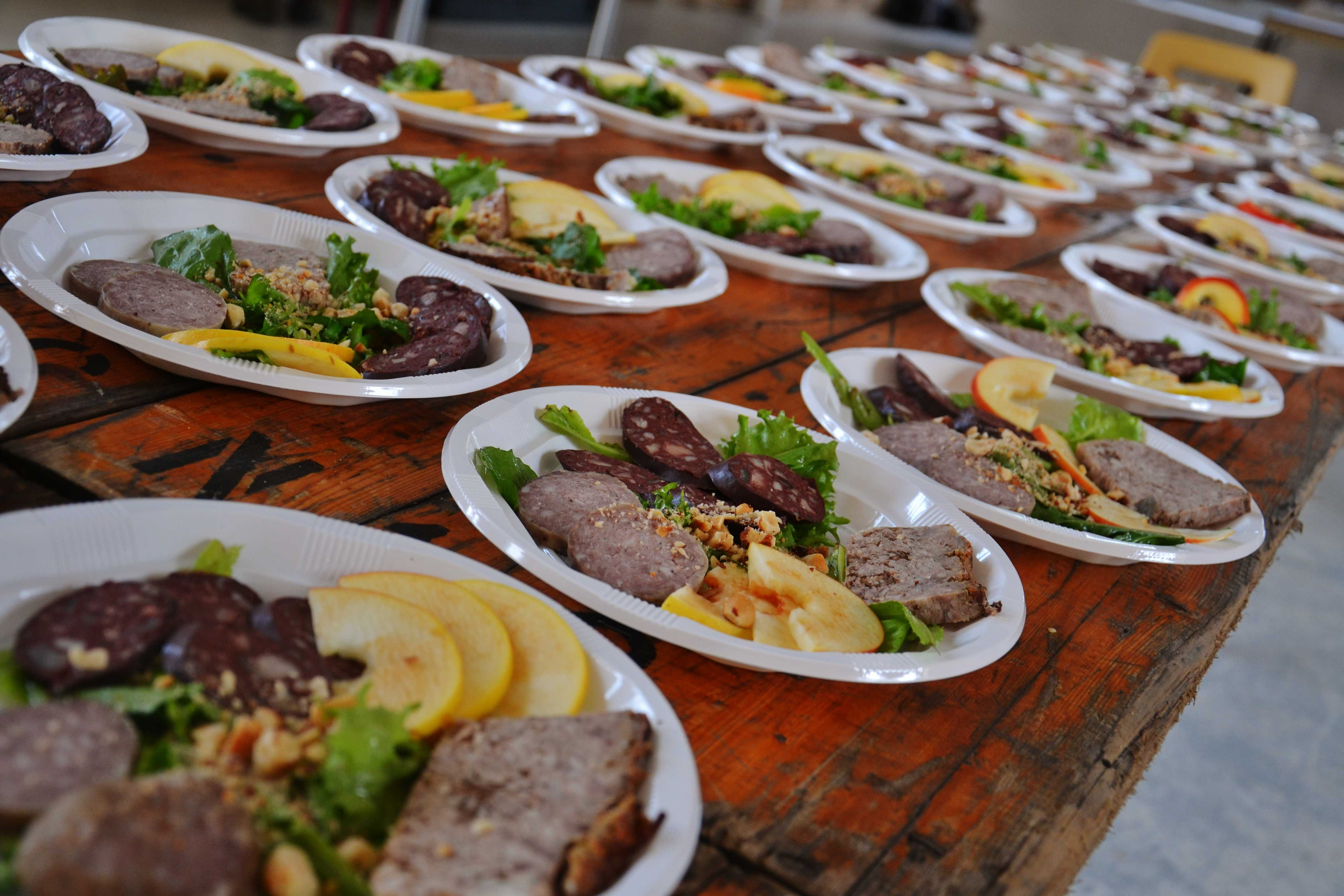
Gastronomie
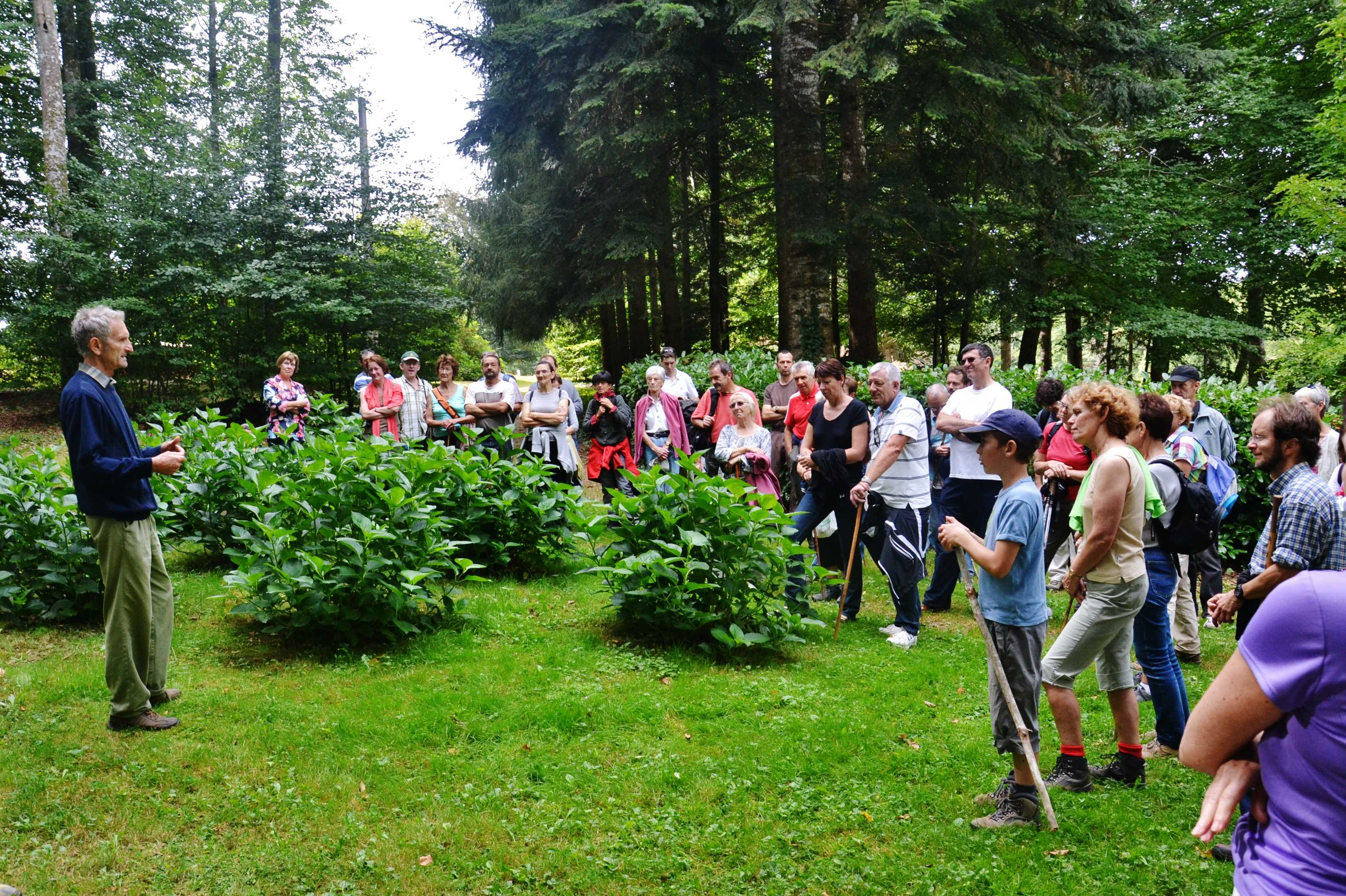
Conte limousin
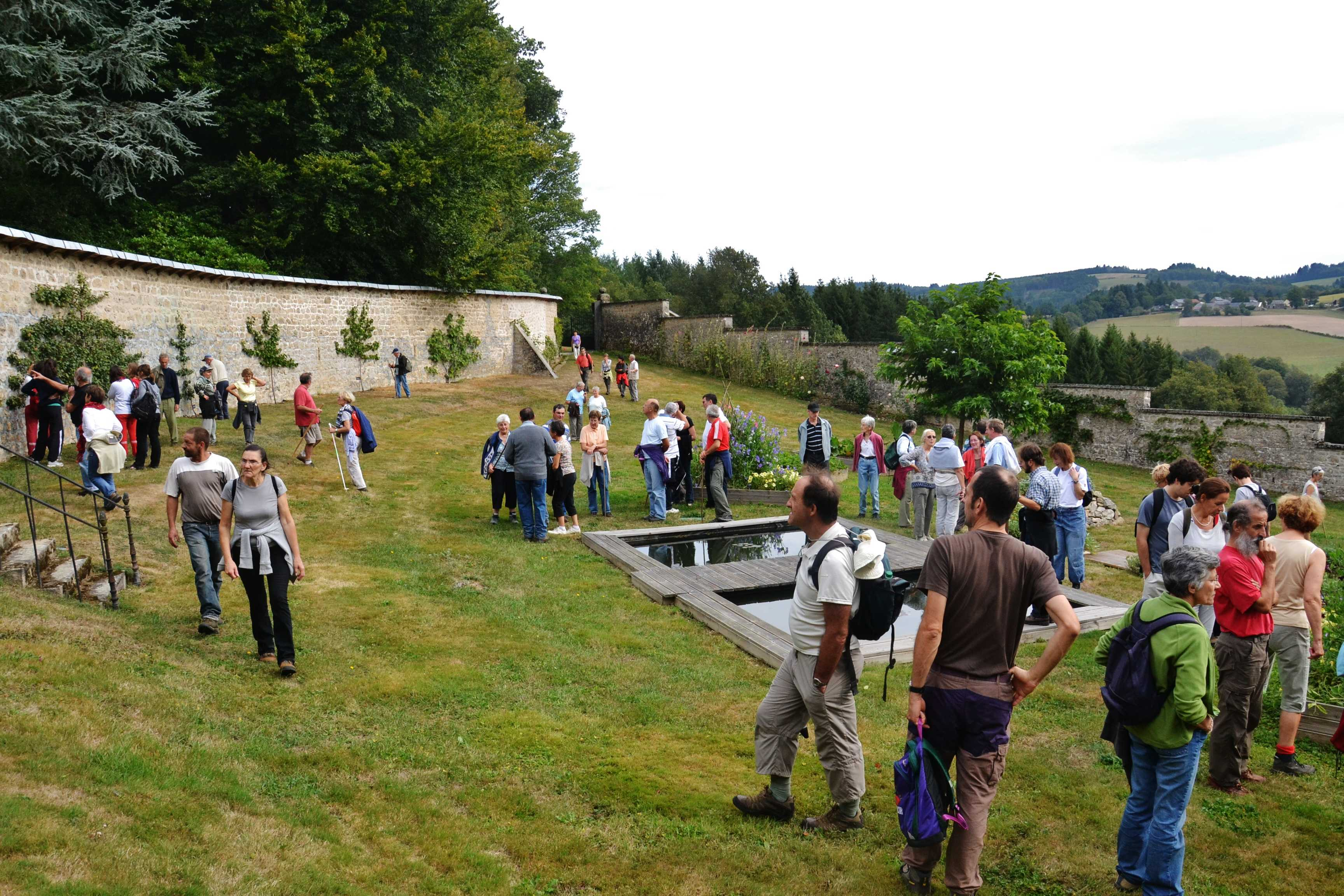
Visite de jardins

Les Rencontres musicales de Nedde intègrent à leur programmation des animations de valorisation des ressources et initiatives locales. La découverte des spécialités culinaires régionales et l'organisation de randonnées - pour certaines commentées - constituent des points forts réguliers du festival. Au-delà, parmi les différentes interventions proposées au fil des années figurent du conte limousin, des stages de cuisine, de pêche à la mouche et de chants, des interventions sur le land art, l'apithérapie, l'eau, la race bovine limousine, le collectage et les expériences sociales du plateau de Millevaches...
Ces actions sont encadrées et menées par des acteurs aussi variés que la direction des espaces verts de la ville de Limoges, la Société pour l'étude et la protection des oiseaux en Limousin, l'association des Croqueurs de pommes du Limousin, Ambiance Bois, le Conservatoire régional des espaces naturels, le Pays d'art et d'histoire des Monts et barrages, l'Espace Paul Rebeyrolle d'Eymoutiers, La Cité des Insectes, la plasticienne Odile Monmarson, le musée de la Résistance de Peyrat-le-Château, Michel Lulek, le lycée agricole de Meymac, Maisons paysannes de France, Martine Fabioux conservatrice régionale de l'archéologie, le Parc naturel régional de Millevaches en Limousin, l'Institut d'études occitanes, l'atelier d'urbanisme L'Arban, l'association Pivoine...